# Galictis
Galictis is een geslacht van zoogdieren uit de familie van de marterachtigen (Mustelidae). De twee soorten van dit geslacht komen voor van Mexico en Midden-Amerika tot in het zuiden van Zuid-Amerika.

## Soorten
- Galictis cuja (Molina, 1782) – Kleine grison
- Galictis vittata (Schreber, 1776) – Grison